# Afleidingsdijle
De Afleidingsdijle of Buitendijle is de naam voor de arm van de Dijle die rond het centrum van de stad Mechelen stroomt, langsheen de ringweg. 
Ten zuidoosten van Mechelen wordt de Dijle gesplitst in twee armen: de Binnendijle (de oorspronkelijke Dijlebedding die door het stadscentrum loopt) en de Afleidingsdijle, die in 1904 gegraven werd om het overtollige rivierwater rond de stad te leiden. Ten noordwesten van de stad vloeit deze weer samen met de Binnendijle. 
Bij het graven van de Afleidingsdijle werden enkele archeologische vondsten gedaan, zoals een nederzetting uit de late ijzertijd en een houten kano uit die periode. 
De volgende bruggen zijn gelegen over de Afleidinsdijle (van west naar oost):
- De Armand Becquetbrug, geopend in 2022
- De Sofie Berthoutbrug (voetgangers- en fietserbrug), geopend in 2022[1]
- De Van Kesbeeckbrug met het kruispunt N1-R12-N16
- De Katelijnepoortbrug
- De Koepoortbrug met de Liersesteenweg (N14)
- De Nekkerspoelbrug verbindt de wijk Nekkerspoel met het centrum van Mechelen
- De spoorlijnen 25, 27 en 27B met deels het uiteinde van het perron van station Mechelen-Nekkerspoel
- Een toekomstige voetgangers- en fietsersbrug[2]
- De N15